# Alexandre Desrousseaux
Pour les articles homonymes, voir Desmousseaux (homonymie).
Alexandre Joachim Desrousseaux, né le 1er juin 1820 à Lille et mort dans la même ville le 23 novembre 1892, est un goguettier, poète, chansonnier et compositeur français.
Il a écrit en patois de Lille, qui est une variante du picard et en français.
Son œuvre la plus célèbre est le L'Canchon Dormoire (« La Berceuse »), chanson communément appelée Le P'tit Quinquin (« Le Petit Enfant »). Devenu l'hymne officieux de la ville de Lille elle est connue bien au-delà du département du Nord et transmise de génération en génération. Son air est régulièrement sonné toutes les heures par le carillon du beffroi de la Chambre de commerce de Lille.

## Biographie

### Premiers pas et formation

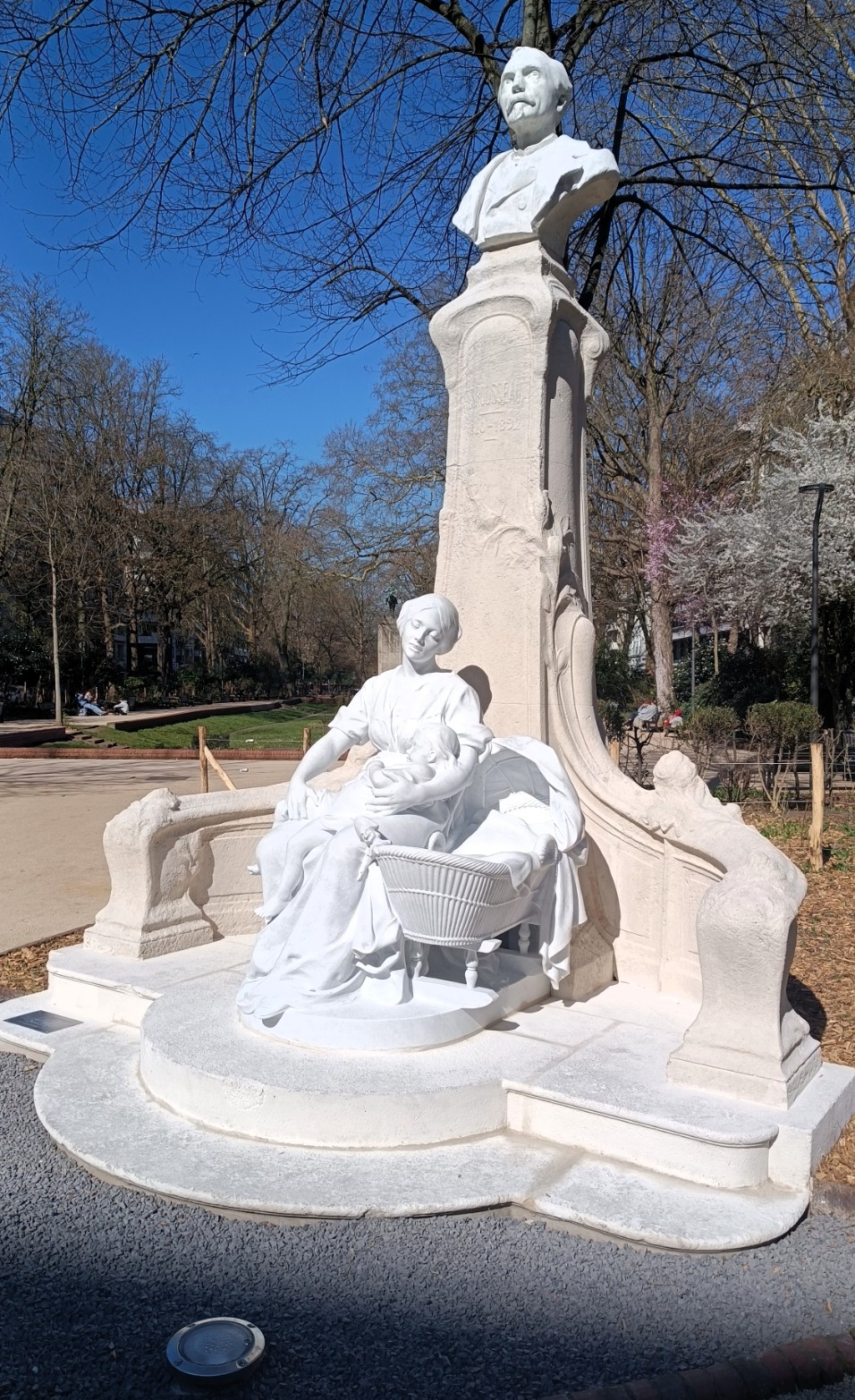
Buste d'Alexandre Desrousseaux et statue illustrant le P'tit Quinquin square Foch à Lille.

Alexandre Desrousseaux est né le 1er juin 1820  au 120, rue Saint-Sauveur, dans le quartier Saint-Sauveur à Lille, de François-Joseph Desrousseaux (1773-1843), passementier et de Jeanne-Catherine Vandervinck (1785-1857), dentellière et a vécu dans la cour Jeannette à vaches. Il est le sixième d'une fratrie de sept frères et sœurs dont quatre morts en bas âge.
Son père est violoniste. Il transmet la passion de la musique à son fils en l’emmenant à des bals.
Alexandre entre en apprentissage à six ans chez le tisserand Wilmot à Mons-en-Barœul, qui lui apprend à lire et écrire. Après la mort de Wilmot, l’enfant va travailler successivement dans une fabrique d’indiennes, un atelier de tullistes et enfin chez le tailleur Brunel. Ce dernier ancien souffleur au théâtre chante à longueur de journées les airs de chansonniers tels que Béranger, Désaugiers ou encore Brûle-Maison.
Il apprend la musique auprès de son père, puis, à partir de 1834, suit également les cours gratuits du conservatoire de Lille.

### Premières chansons
Il existe alors et depuis un temps immémorial une tradition carnavalesque à Lille : au Mardi Gras et à la Mi-Carême des ouvriers masqués parcourent dans l'après-midi les rues de la ville en chantant et vendant des couplets qui retracent les faits principaux de l'année écoulée. Ces couplets sont écrits en patois.
En 1838, Desrousseaux, qui a alors près de dix-huit ans, met en chansons trois types populaires : Le Marchand de pommes de terre, la Faiseuse de café et le Marchand de chansons. Le jour du Mardi-Gras, l'auteur costumé en marchand de chansons et deux de ses amis transformés l'un en marchand de pommes de terre, l'autre en diseuse de bonne aventure, montent dans une voiture découverte sur le devant de laquelle se trouve un tambour et derrière quelques musiciens, et parcourent la ville en chantant, ou, pour mieux dire, en jouant chacun son personnage. Les chansons de Desrousseaux ont un grand succès. Elles sont reprises en quelques heures et deviennent promptement populaires. Deux ans plus tard, Desrousseaux fait vendre, dans une circonstance analogue, quelques autres productions, parmi lesquelles Le Spectacle gratis : même succès pour le jeune rimeur.

### Départ pour l'armée
Arrive pour lui l'âge de la conscription. Les parents de Desrousseaux n'auraient pu le remplacer qu'en y employant tout leur avoir ; il ne veut pas accepter un aussi grand sacrifice. Le jour du tirage au sort, sa mère, consultant son cœur plutôt que sa raison, lui glisse dans la poche une de ces coiffes ou membranes que certains enfants ont sur la tête en venant au monde. Elles sont réputées porter bonheur non seulement à leurs propriétaires naturels — d'où : le proverbe « être né coiffé » — mais encore dans certains cas particuliers, à ceux qui les détiennent momentanément. Malgré la « peau divine » — c'est ainsi qu'on appelle à l'époque à Lille cette espèce de talisman —, dans un canton où le numéro 150 est mauvais, Desrousseaux tire le numéro 72 et doit partir au régiment.
Desrousseaux adresse alors à ses amis goguettiers de la société des Fils de Béranger une chanson intitulée Mes Adieux, dont voici le refrain : 
Je vais partir, ainsi le veut la loi,
Mes bons amis, penserez-vous à moi ?
Il entre au 46e régiment d'infanterie de ligne le 18 juin 1841. Il y passe presque sept années à jouer de la clarinette et du violon. Donner des leçons de solfège aux enfants de troupe ou aux élèves-musiciens et faire danser les soldats, car ainsi qu'il le dit dans une chanson autobiographique : 
Dins tout' caserne, in France,
On trouve eun'sall' de danse.
Desrousseaux tient en outre l'emploi de violon dans les théâtres ou les bals de diverses villes de garnison, notamment à Paris. Il écrit alors de loin en loin des romances qu'il trouve lui-même détestables et qui pour cette raison n'ont jamais vu le jour.

### Début d'une carrière de chansonnier
De retour à Lille par anticipation le 27 octobre 1847, Desrousseaux entre au Mont-de-piété comme surnuméraire avec l'espoir d'obtenir rapidement un emploi lucratif.
Ses économies s'épuisent cependant avant que son rêve se réalise. Un soir de novembre 1848 il fait par hasard la rencontre de son ami le chansonnier Alfred Danis, qui le conduit au Cercle Lyrique, société chantante très en vogue fondée l'année précédente. Le bruit s'étant répandu que l'auteur du Spectacle gratis assiste au concert, le président invite Desrousseaux à dire cette chanson qui, pendant son absence et à son insu, est devenue populaire.
— Mais, objecte le chansonnier, je n'ai jamais chanté en public, et mon œuvre n'est pas entièrement présente à ma mémoire.
— Qu'importe ! répondent cent voix ; on vous soufflera : nous la savons tous.
Conduit de force au piano, Desrousseaux s'exécute, et obtient un succès colossal. Enivré par les applaudissements qui retentissent pour la première fois à son oreille, il rentre chez lui, la tête en feu, et ne se couche qu'après avoir composé sa chanson des Amours de Jeannette et de Girotte qui est une de ses meilleures productions. Il en écrit quelques autres les jours suivants et va les chanter au même Cercle où des soirées musicales ont lieu tous les lundis. Séance tenante on ouvre une souscription destinée à couvrir les frais d'édition d'un petit recueil des chansons de Desrousseaux.
Cette publication a une influence décisive sur la destinée du chansonnier. Bien que tirée à plusieurs milliers d'exemplaires, le premier tirage est vite épuisé. Un riche négociant, adjoint au maire, grand collectionneur d'objets de toute nature se rattachant à l'histoire de Lille, se procure l'opuscule de Desrousseaux et exprime le désir de posséder un autographe de l'auteur. Celui-ci s'empresse de satisfaire à cette demande. Instruit de la position précaire de Desrousseaux, le négociant craint alors de le voir quitter Lille, et sur sa recommandation le poète entre d'abord au comptoir d'Escompte, puis un peu plus tard à l'Hôtel-de-Ville, où après avoir été simple expéditionnaire, sous-chef et chef de bureau, il devient responsable de l'important service de l'octroi.
Le premier recueil de Desrousseaux publié en 1848 est suivi d'un second puis d'un troisième en 1849. Quatre volumes et quelques livraisons d'un cinquième sont édités plusieurs fois, de 1857 à 1873, sous le titre : Chansons et Pasquilles lilloises.
Louis-Henry Lecomte écrit en 1879 à propos de ces recueils :
Ils abondent en œuvres pleines de verve et d'un franc esprit. Le Parrainage, les Tables tournantes, l' Garchon de' Lille, le Jour des Noces, les Vieilles Croyances, le Café, la Rattacheuse, Liquette, le Mont-de-Piété, Jean Gilles et cent autres sont des tableaux populaires très-vrais, et d'une gaité communicative.

### La consécration

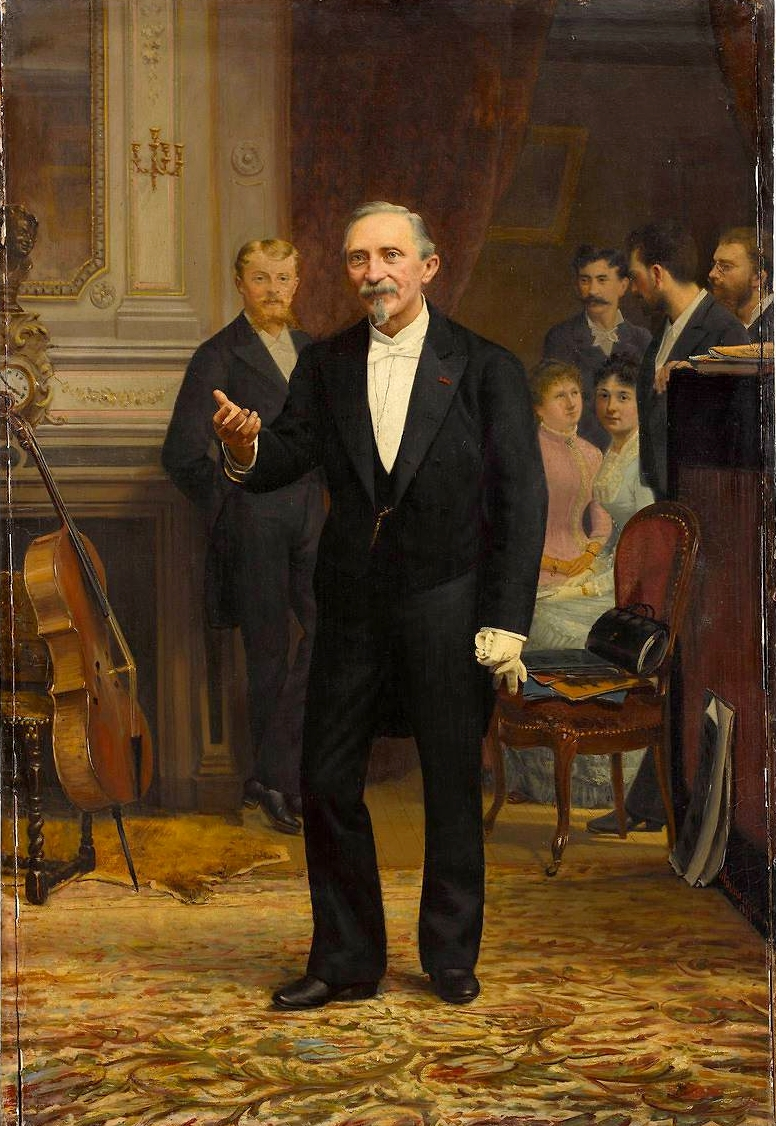
Alexandre Desrousseaux peint par Auguste Moreau-Deschanvres en 1885. Palais des beaux-arts de Lille.

Comme la plupart des anciens chansonniers, Desrousseaux n'emploie d'abord que des airs connus. Quoique musicien il ignore posséder un talent de compositeur de mélodies. En 1853, ayant écrit d'un jet L'Canchon Dormoire, la berceuse qui assurera sa postérité. Il cherche vainement à y adapter un pont-neuf quelconque et se voit forcé bien à regret (ce mot est de lui) de noter l'air nouveau qui lui vient en tête. Trop modeste, Desrousseaux craignait que sa musique nuise aux paroles. Il se décide cependant à interpréter lui-même sa chanson en public : l'auditoire est électrisé. Cinq cents voix répètent en chœur sa chanson.
Puis pendant une grande partie de la nuit des jeunes gens se promènent dans la ville en chantant l'œuvre de Desrousseaux. Un mois plus tard tout Lille connait l'air du P'tit Quinquin.
Desrousseaux compose ensuite la plupart des airs de ses chansons. Presque tous d'une facture particulière et d'un rythme facile, ils acquièrent une grande popularité dans le Nord et sont aussi arrangés en quadrilles et en pas-redoublés pour orchestre et pour piano.
Possédant une jolie petite voix de ténor et interprétant ses œuvres avec beaucoup de goût et d'esprit, Desrousseaux connaît le succès comme chanteur. Pendant plus de vingt ans il prend part à des concerts de bienfaisance dans quantité de villes du Nord et du Pas-de-Calais. Son nom sur une affiche est un gage de recette.
De son vivant il est honoré à Lille, où il jouit de l'estime et de l'affection générale. La société des Lettres et des Sciences de Lille lui décerne dans une séance solennelle une médaille d'or. Tous les journalistes de la ville le sollicitent comme chansonnier, musicien et chanteur. Il est cité dans toutes les publications ayant trait à l'histoire locale. Des cabaretiers prennent pour enseignes les titres de ses œuvres principales. Un faïencier réalise quatre séries de douze assiettes imprimées reproduisant des scènes de celles-ci. On voit y compris un fabricant de pipes commercialiser une pipe en forme de la tête du chansonnier.

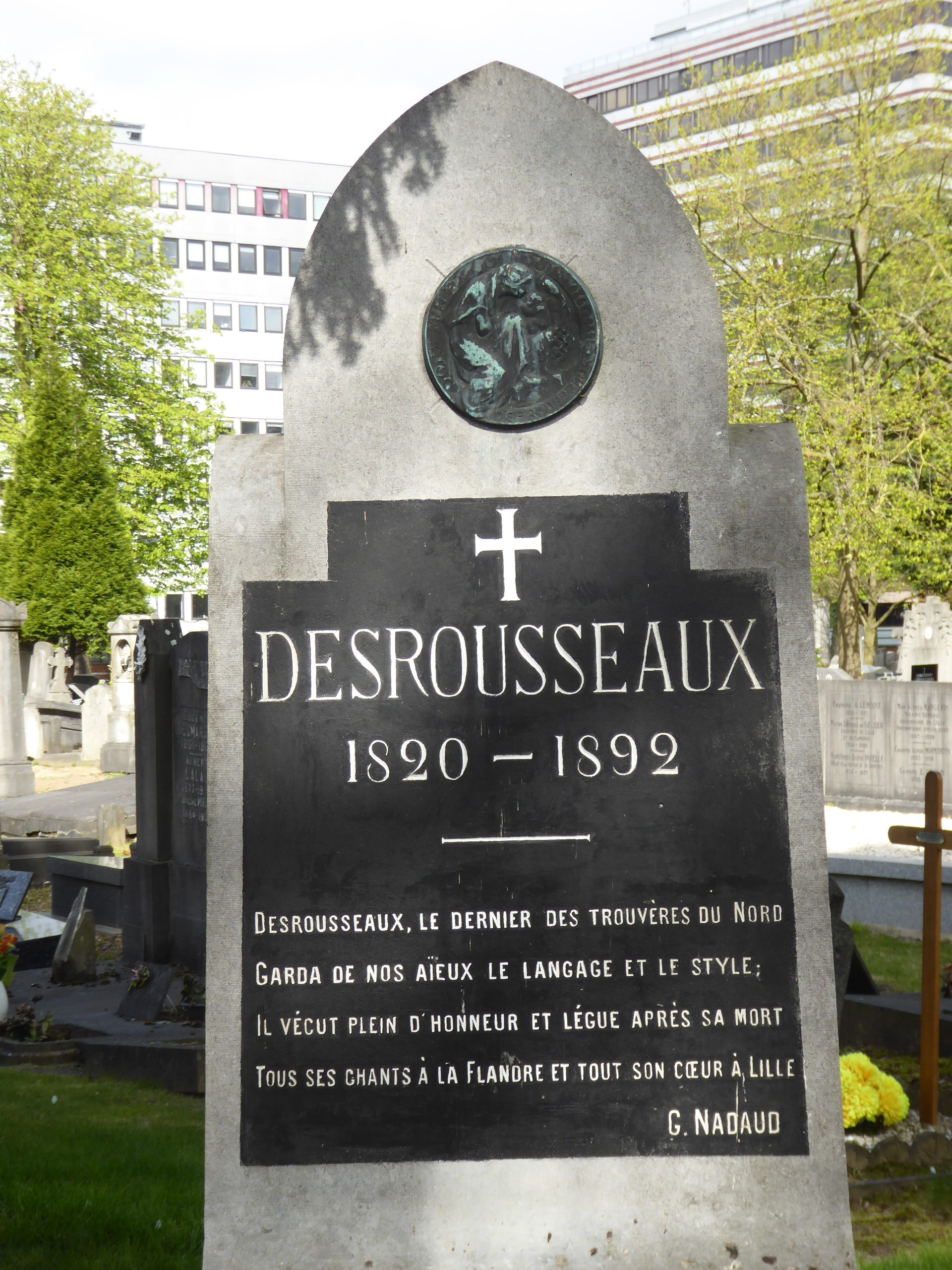
Tombe de Desrousseaux

En 1870 les soldats du département du Nord partant pour la guerre font du P'tit Quinquin leur chanson de marche.
En 1879 il est reçu comme membre honoraire de célèbre goguette parisienne de la Lice Chansonnière.
Il est nommé chevalier de la Légion d'honneur le 29 décembre 1884 et décoré des mains du général Louis Faidherbe le 10 janvier 1885.
Il meurt le 23 novembre 1892. Il est conduit par la foule au cimetière de l’Est à Lille, accompagné par une marche funèbre sur l’air du P’tit Quinquin transcrit en mode mineur avec un accord final sur la tierce, œuvre de M. Colin, chef de musique des Canonniers de Lille.
L'épitaphe du poète, inscrite au-dessous d'un médaillon illustrant le P'tit Quinquin, a été rédigée par son ami de la Lice chansonnière, Gustave Nadaud :
Desrousseaux, le dernier des trouvères du Nord,
Garda de nos aïeux le langage et le style ;
Il vécut plein d’honneur et lègue, après sa mort,
Tous ses chants à la Flandre et tout son cœur à Lille.
L'œuvre qu'il laisse comprend plusieurs centaines de chansons dans deux langues.

### Le monument à Desrousseaux
Dès 1893 une souscription est ouverte en vue d'ériger un monument dans la ville natale du poète. Ce monument, avec un buste sculpté par Eugène Déplechin et devant son socle une statue illustrant la chanson le P'tit Quinquin, est inauguré le 17 août 1902 square Jussieu. Le buste et la statue ont été remplacés par des moulages en résine en 2001. Les originaux sont à présent déposés à l'Hôtel de ville de Lille.

### Descendance
Alexandre Desrousseaux a épousé en 1856 Augustine Alexandrine Bracke (née en 1830).
Leur couple a eu sept enfants, trois filles et quatre fils.
Au nombre de ces derniers le plus illustre est Alexandre Marie Desrousseaux dit Bracke ou Bracke-Desrousseaux (1861-1955), professeur et militant socialiste, député de la Seine de 1912 à 1924, député du Nord de 1928 à 1936, vice-président de la Chambre des députés en 1936.

## Œuvres
- Chansons et pasquilles lilloises – édité en 5 volumes (Lille, 1851, 3 volumes in-18 avec portraits ; 1865, 4e volume ; 1885, 5e volume). Le premier de ces recueils plusieurs fois réimprimés à l'époque contenait une notice sur l'orthographe du patois lillois.
- Sous les saules (album de 50 mélodies, en collaboration avec M. Faucompré), 1854.
- L'almanach chantant (série), 1859-1861.
- Mes étrennes, 1861.
- Mes passe-temps, 1885.
- Mœurs populaires de la Flandre française, 1889.

## Source
- La Chanson : revue mensuelle : archives de la chanson : écho des sociétés lyriques, 2e année, numéro 28, 16 septembre 1879, pages 73-75.